# Herman Raucher
Herman Raucher est un écrivain, dramaturge et scénariste américain né le 13 avril 1928 à Brooklyn (État de New York) et mort le 28 décembre 2023, à Stamford (Connecticut).

## Biographie

### Jeunesse et Formation
Herman Raucher naît le 13 avril 1928. Il est le fils d’une mère britannique, Sophie Weinshank et de Benjamin Raucher, un vétéran de la Première Guerre mondiale. Son père, immigrant juif autrichien, a déménagé aux États-Unis en 1900. Sa mère est née en Angleterre, de parents juifs russes. En 1942, il se retrouve sur l’île de Nantucket l'été de ses 14 ans, où il rencontre son premier amour, une veuve de guerre nommée Dorothy qu'il n'a jamais revue. Son roman Un Été ‘42 est le récit de ses expériences sur l'île.
Plus tard, Herman est diplômé de l’Université de New York, ainsi que de la Haute École Erasmus de Brooklyn (New-york).

### Carrière
Herman Raucher débute comme écrivain pendant l’âge d’or de la Live Television, rédigeant des drames originaux d'une heure pour des émissions populaires telles que : Studio One, Goodyear Playhouse et The Alcoa Hour. Parallèlement, il est directeur de la publicité chez Walt Disney dont la nouvelle société, Buena Vista, s'étend des films d'animation aux productions d'action réelle. Il accompagne avec enthousiasme et créativité les débuts de Disneyland en Californie.
De retour à New York, Raucher devient directeur créatif et membre du conseil d'administration de plusieurs grandes agences de publicité, mais délaisse finalement le monde de la publicité pour se consacrer uniquement à sa propre écriture.

Il écrit quatre pièces de théâtre, six romans et sept scénarios de films, parmi lesquels Un été ˋ42 (Summer of '42) qui est (aussi) un roman international et est devenu un succès commercial. Cela lui vaut une nomination aux Oscars pour le meilleur scénario original, ainsi qu'une nomination similaire de la Writers Guild of America. Le film reçoit aussi un Oscar pour la musique composée par Michel Legrand. 

« Je pense que  Un été '42  est l'un des meilleurs films des années 1970 et l'une des fins les plus dévastatrices de tous les films que j'ai jamais vues. C'est vraiment un grand film. Je suis aussi un grand fan de la suite, The Class of '44.
— Quentin Tarantino »

Auparavant, le film Hieronymus Merkin, a remporté le prix du meilleur scénario original de la Writers Guild of Great Britain. C'était son deuxième projet avec Anthony Newley qui a précédemment joué avec Sandy Dennis dans Sweet November. Son film révolutionnaire à charge raciale Watermelon Man (1970) a incité plusieurs autres auteurs à exploiter la même thématique. Le scénario et le roman originaux de Raucher, basés sur la chanson à succès Ode to Billy Joe, ont été salués.
Les autres livres de Raucher comprennent A Glimpse of Tiger, There Should Have Been Castles et Maynard's House. Il apprécie l’écriture de romans, en ce sens que personne ne peut changer la moindre virgule sans son accord – une situation que chaque écrivain savoure.

### Vie privée
Herman Raucher est marié à Mary Kathryn Martinet-Raucher (1960-2002), et a deux enfants. Sa fille Jenny annonce qu’il est décédé de mort naturelle le 28 décembre 2023 à Stamford (Connecticut) aux États-Unis, à 95 ans .

## Filmographie
- 1968 : Sweet November de Robert Ellis Miller
- 1969 : Can Hieronymus Merkin Ever Forget Mercy Humppe and Find True Happiness? d'Anthony Newley
- 1970 : Watermelon Man de Melvin Van Peebles
- 1971 : Un été 42 (Summer of '42), de Robert Mulligan
- 1973 : Class of '44 (en) de Paul Bogart
- 1974 : Remember When de Buzz Kulik (TV)
- 1976 : Ode to Billy Joe (en) de Max Baer Jr.
- 1977 : De l'autre côté de minuit (The Other Side of Midnight) de Charles Jarrott
- 1979 : The Great Santini de Lewis John Carlino
- 2001 : Sweet November de Pat O'Connor